# 礼服
礼服（れいふく）とは、冠婚葬祭の儀式典礼といった改まった席で着用する衣服のことであり、礼服の着装状態を礼装という。英語では「フォーマルウエア(Formal wear)」と呼ばれ、その格式によって、正礼装、準礼装、略礼装、平服、などと区別される。また、昼間に行われる結婚式や披露宴などは昼の礼服、夜に行われる舞踏会や晩餐会などは夜の礼服、と「昼」(モーニングドレス、アフタヌーンドレスなど)と「夜」(イブニングドレス、ディナードレスなど)のものに分けられており、特に夜会で着用される礼服は夜会服と呼ばれる。

## 礼服着用の機会

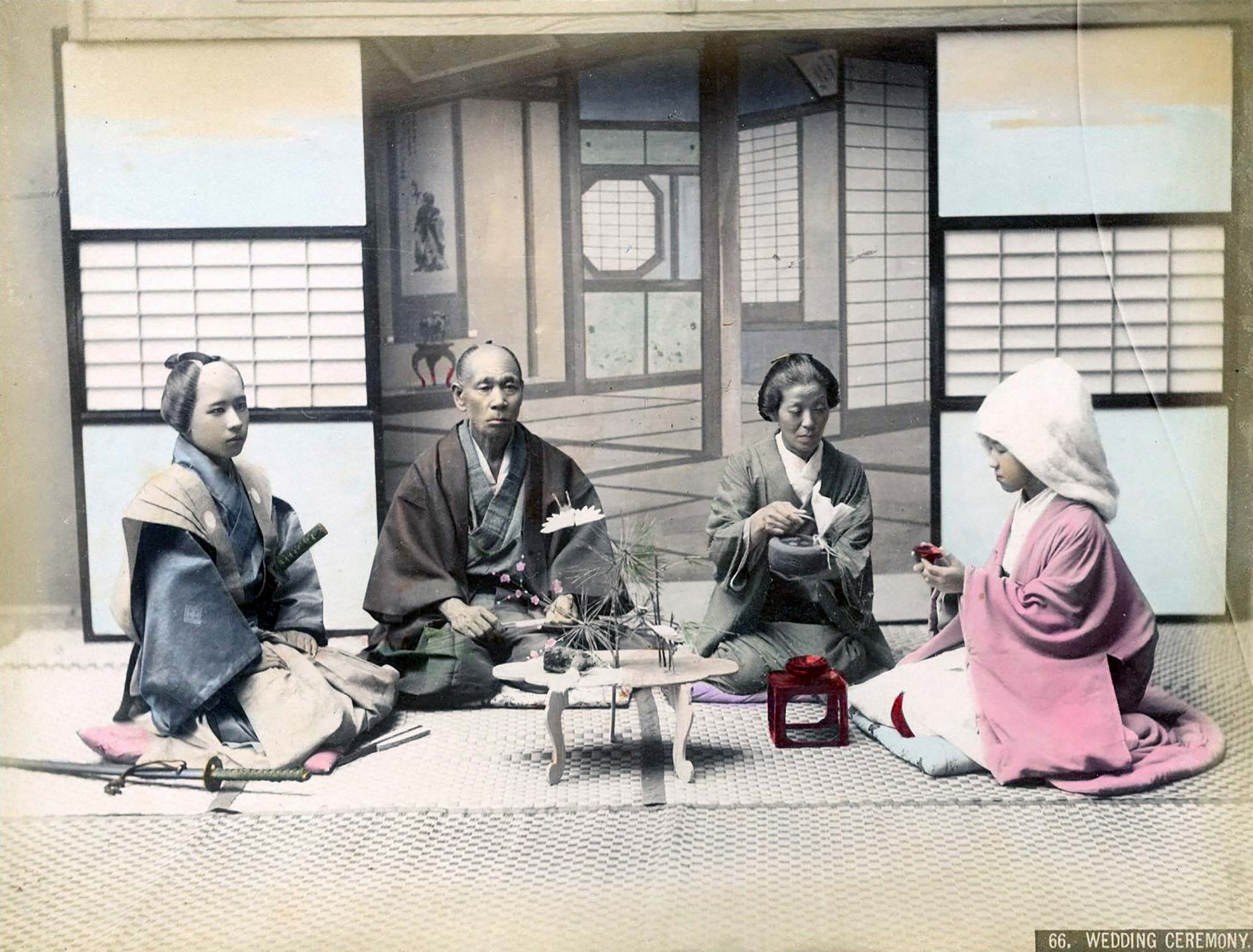
日下部金兵衛《結婚式》（1885〜1895年、オーストラリア国立美術館蔵）

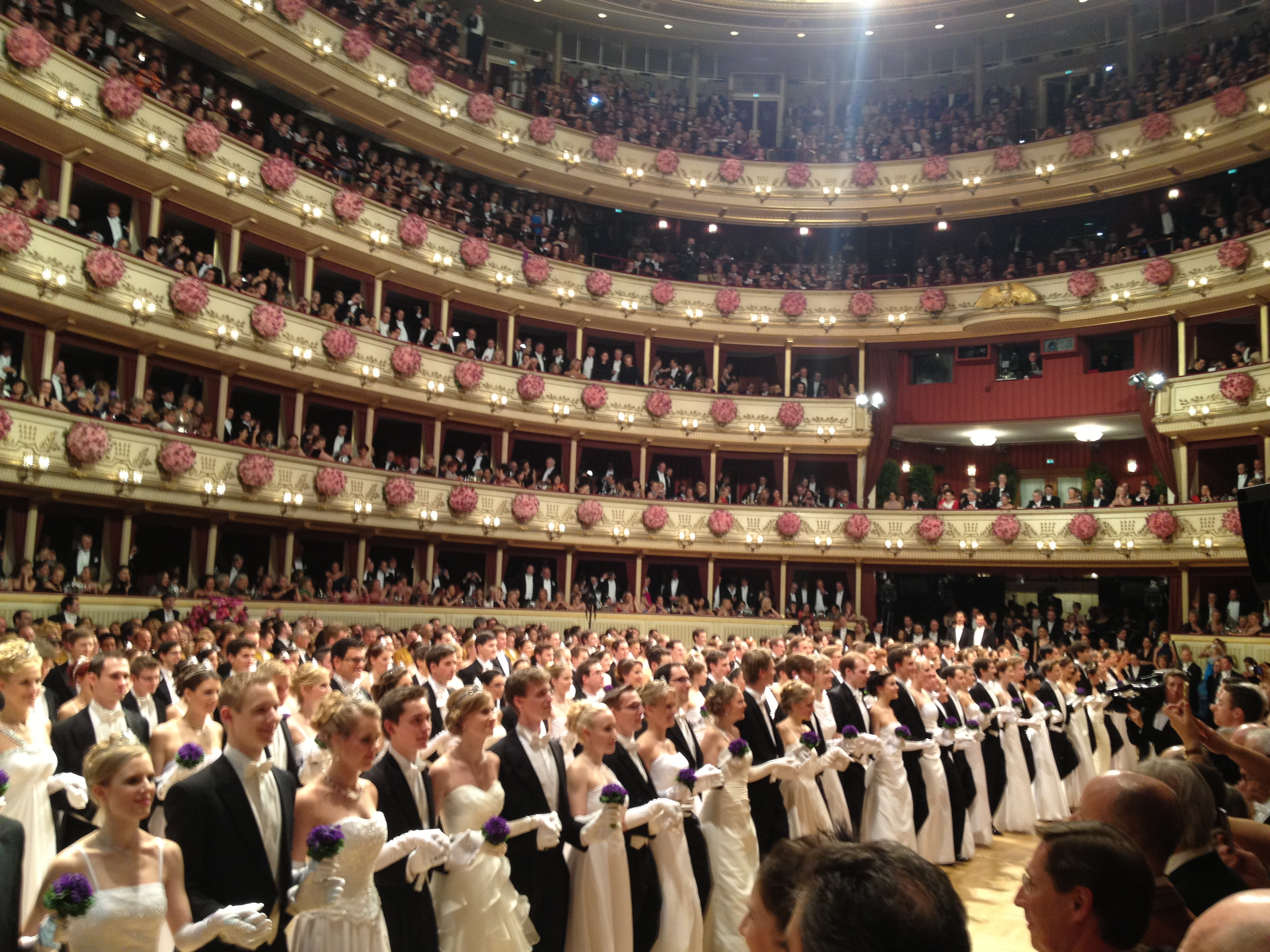
2014年2月27日、ウィーン国立歌劇場で行われた舞踏会「ヴィーナー・オーパンバル」の様子。

礼服は、一般に「冠婚葬祭」の儀礼において着用される。日英のフォーマルウェアを研究する清家壽子は、それらを「慶事のシーン」「弔事のシーン」に大別し、それぞれに下記のシーンを挙げている。シーンの場所や目的、参列者の顔ぶれ、すなわち「T.P.O.」によって、ふさわしい装いを着分ける必要がある。礼服着装のルールは時代とともに変化するが、ルールの基本精神は人間関係を快く保つことである。

### 慶事のシーン
- 結婚式と披露宴
- お見合い、婚約式、結納
- 公的なパーティ／国家の日の式典、晩餐会、午餐会、カクテルパーティー、ティーパーティー、舞踏会、記念式典や祝賀会（創立記念日、竣工または落成式、地鎮祭、社長就任、出版記念、入卒園式、入学式、卒業式、謝恩会、成人式など）
- 私的なパーティ／お宮参り、七五三、誕生祝い、結婚記念日、長寿の祝い、新築祝い、ホームパーティー
- コンサート、オペラ、観劇、発表会
- クルーズ、オリエント急行
- 皇室行事／叙勲、園遊会、文化勲章親授式
- カジノ(主にヨーロッパ)

### 弔事のシーン
- 葬儀、告別式、三回忌までの法要
- 通夜、三回忌以降の法要

## ドレス・コード
国際儀礼（プロトコル）に基づく公的なパーティでは、招待状にドレスコードが明記される。招待状には、通常男性のドレス・コードのみが記載されており、女性は男性の服装と同格のものを着用する。また出席者の出身国の民族衣装も尊重され、礼装・正装として、洋装におけるそれらと同格の服装として認められる（日本人にとっての紋付羽織袴、着物等）ことが通常である。
国際儀礼とは、国際的に行われている「国家間、公人間の儀礼上の規則、慣習」のことである。基本的には西欧の規則、慣習が土台になっており、キリスト教社会の考え方が大きく反映されている。国際儀礼やエチケットは、社会の営みをスムーズにし、相手に「不快感」や「憤り」を与えない、秩序ある居心地のいい環境をつくるなど、社会と人々の関係を潤滑にすることが目的であるといえる。
国際儀礼におけるドレス・コードは、かつては細かく規定されていたが、近年では簡略化され、多くの場合、男性は「平服（ラウンジ・スーツ）」か「ダーク・スーツ」で十分であり、女性の場合は、衣服の色やデザイン、素材に多様性が増したため、昼間に着用する服は「デイ・ドレス」、夜の食事に着用する服は「ディナー・ドレス」とだけ大別する程度になってきている。

### ドレス・コードの目安
下記は、寺西千代子 (2014, pp. 152–159)に拠る。
|                    | 男性                                 | 女性 |
| ------------------ | ------------------------------------ | --- |
| 昼・正礼装         | モーニングコート                     | アフタヌーンドレス                                                                                           |
| 夜・正礼装         | ホワイト・タイ（燕尾服）             | ロングイブニングドレス（ヒール丈またはトレーン丈）                                                           |
| 夜・準礼装         | ブラック・タイ（タキシード）         | セミイブニング・ドレスまたはディナードレス（くるぶし丈またはヒール丈が正式だが、ショート丈も可の場合がある） |
| 昼／夜・略（礼）装 | 平服（ダークスーツ、ラウンジスーツ） | 平服（ワンピース／スーツなど）                                                                               |

また、日本では普及していないが、昼の準礼装は男性はディレクターズスーツ。女性はセミアフタヌーンドレスとされることが多い。

#### モーニング・コート

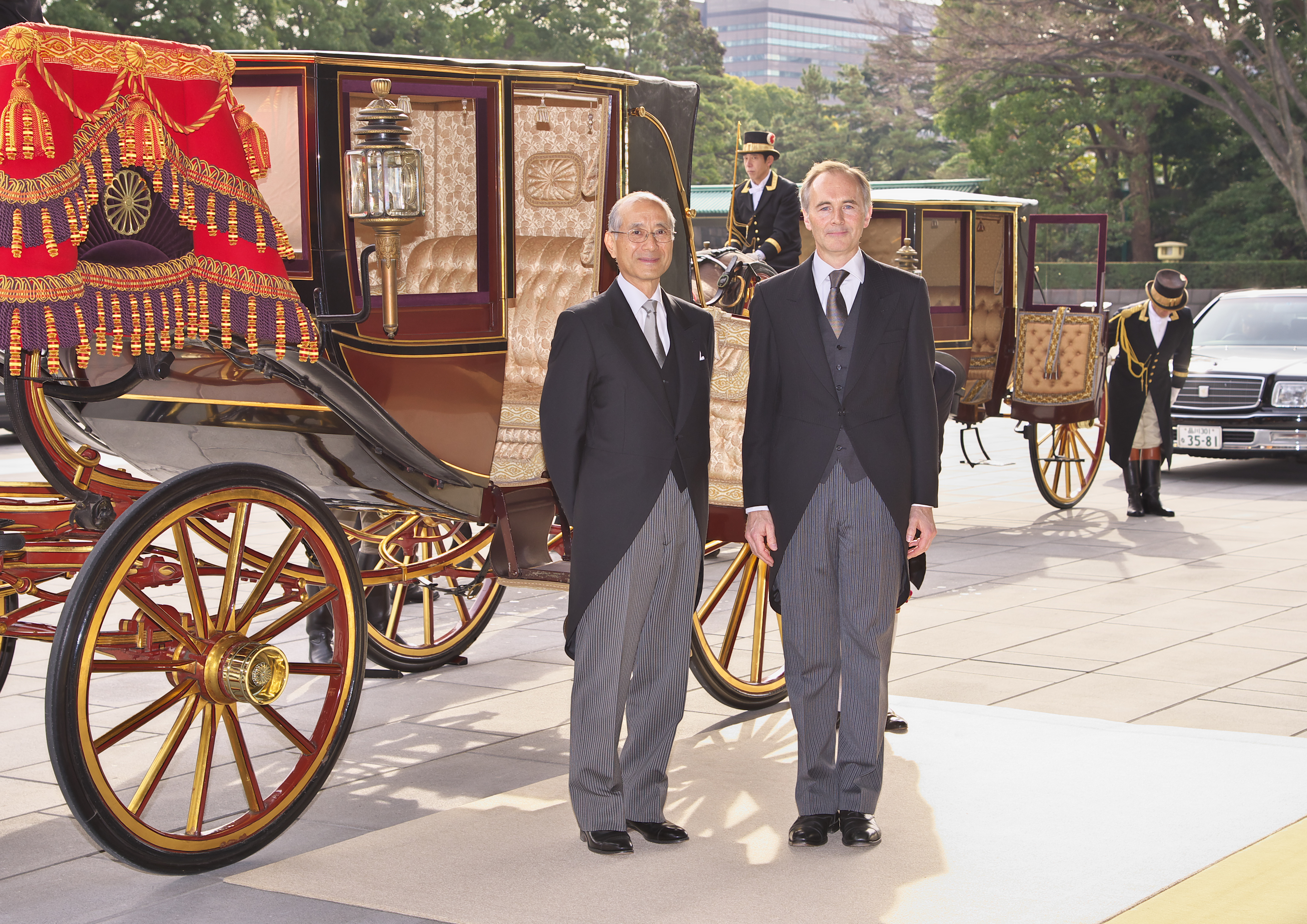
2012年12月21日、信任状捧呈式に臨むティモシー・ヒッチンズ日本駐箚英国特命全権大使と出迎える小田野展丈宮内庁式部官長。

元首や高位者の臨席する公式行事、結婚式などに着用する。日本では、宮中関係の行事、結婚式、格式ある式典、改まった祝賀会、大使の信任状捧呈式などに用いられる。

上衣は黒が基本だが、グレーが許容される国もある。襟は剣襟（ピークドラペル）が正式で、ドスキン、カシミア、バラシャなどの生地で仕立てられる。チョッキも上衣と共布の黒とするが、祝いごとや園遊会などではグレーも用いられる。慶事に、白の縁取りを付ける場合があるが、日本の宮中では付けない。合わせはシングルブレスト（5つボタンまたは6つボタン）、ダブルブレスト（3ボタン）、どちらでもよい。ズボンは黒とグレーの縞模様で、裾は折り返さず、ベルトは不可、ズボン吊りを使用する。シャツは白色を用い、立襟（前折襟）が正式だが、普通襟（折襟）でもよい。ただし、アスコット・タイを用いる場合は、必ず立襟のシャツを用いなければならない。カフスはダブルが望ましいが、シングルでもよい。ネクタイは結び下げまたはアスコットタイで、シルバー・グレーの無地が普通だが、日本では白黒の縞も多く見られる。黒無地の靴下に黒キッドまたはカーフの短靴を履き、ひも結びまたはスリップ・オンにする。白の絹または麻のポケットチーフをさし、銀か金の台に白真珠、白蝶貝などをあしらったカフリンクス、タイピンなどで装身する。手袋は白や薄いグレー、クリーム色などの鹿皮が本来であり、白の布製のものも用いられるが、あまり使われなくなってきている。正式な帽子はシルクハットである。

#### ホワイト・タイ

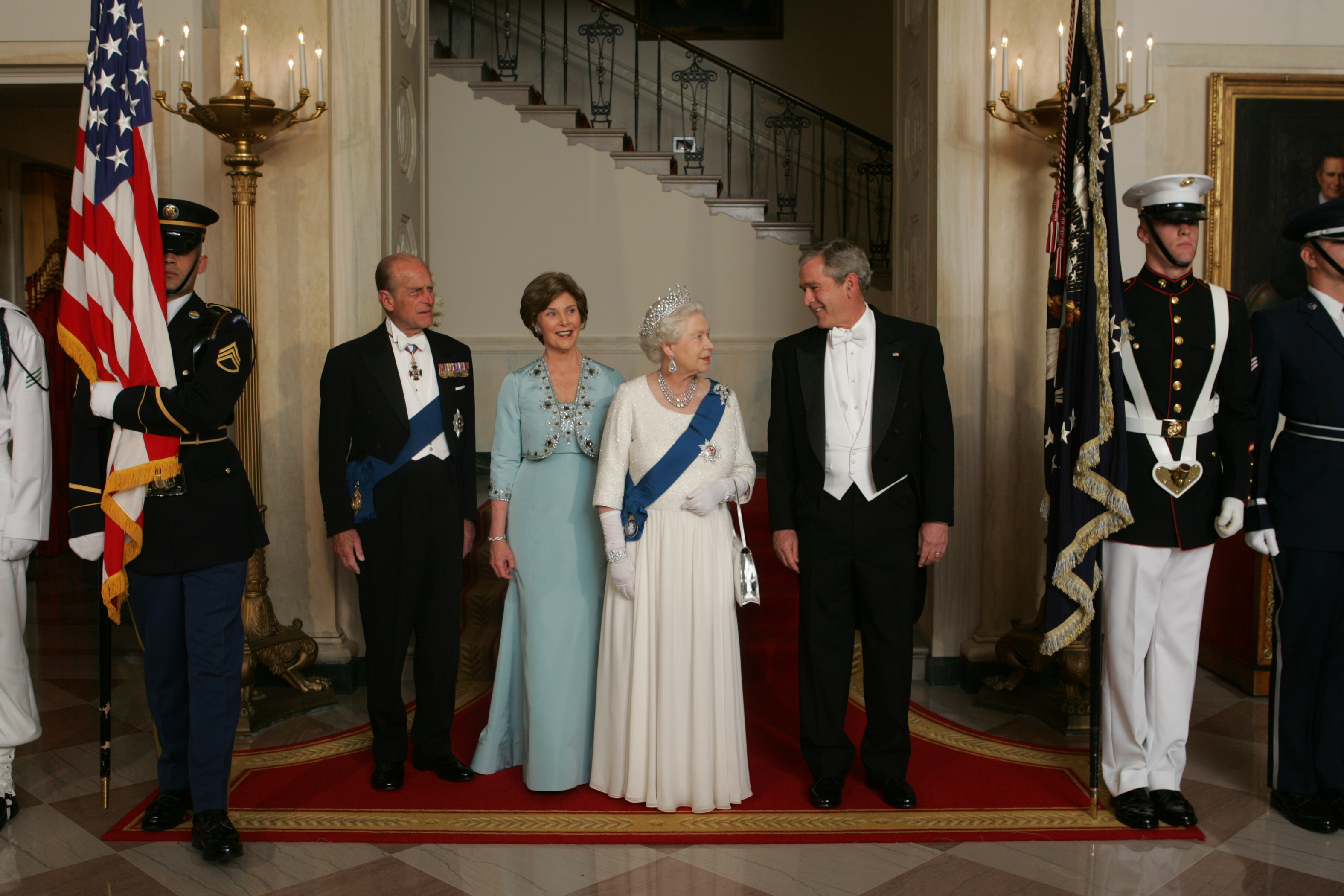
ホワイト・タイの服装の例。2007年5月にホワイトハウスで開かれた晩餐会でエリザベス2世夫妻を案内するジョージ・W・ブッシュ大統領夫妻。

正式晩餐会、舞踏会、レセプション、大使の信任状捧呈式に着用される。

上衣は黒またはミッドナイトブルーで、剣襟に拝絹と呼ばれるサテンを付ける。ドスキン、カシミア、バラシャ、ウーステッドなどの生地で仕立てられる。チョッキは白のピケ、または絹で、シングルでもダブルでもよい。バチカンなどでは、昼間の儀式において、黒チョッキを着用する。ズボンは上衣と共布の黒またはミッドナイトブルーで、脇に2本の拝絹の側章を縫い付ける。裾は折り返さず、ベルトは不可で、ズボン吊りを使用する。シャツは白で、「いか胸」と呼ばれる胸の部分を固く糊付けしたものか、プリーツのついたものを着用する。ボタンの代わりにスタッドボタンを使い、襟はウィングカラー、カフスはダブルとする。白のピケの蝶ネクタイを付ける。黒の靴下に黒総エナメルのオックスフォードシューズ（ハトメのある紐締めのもの）かパンプスを履く。白絹または白麻のポケットチーフ、カフリンクスとスタッドボタンは白真珠や白蝶貝などの白いものとする。手袋は白または薄いグレーの鹿皮がよいが、ほとんど用いられない。帽子はシルクハットだが、夜の行事ではクロークに預けるため、ほとんど使われない。

#### ブラック・タイ

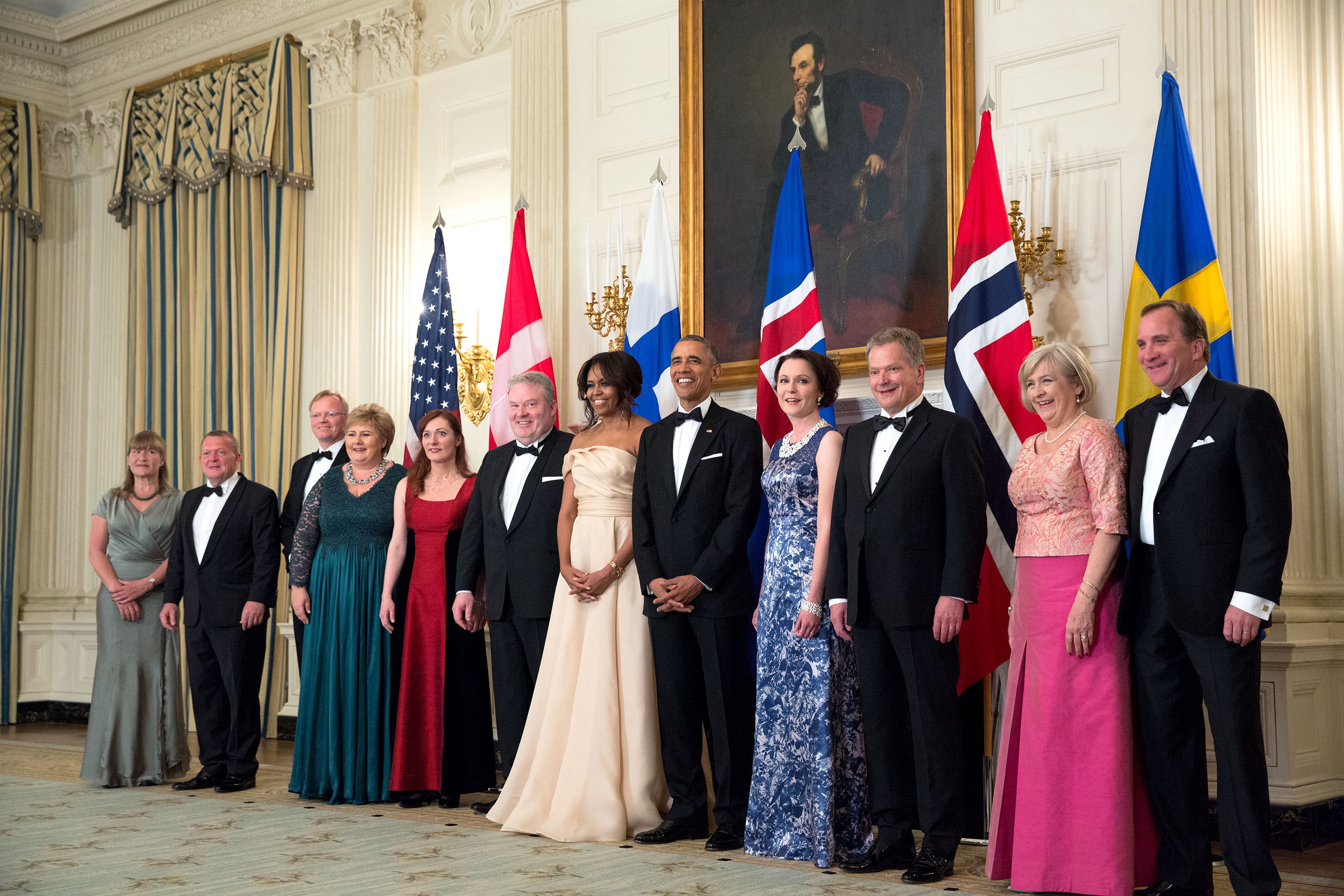
ブラック・タイの例。2016年5月にホワイトハウスで開かれた北欧5か国首脳との晩餐会。

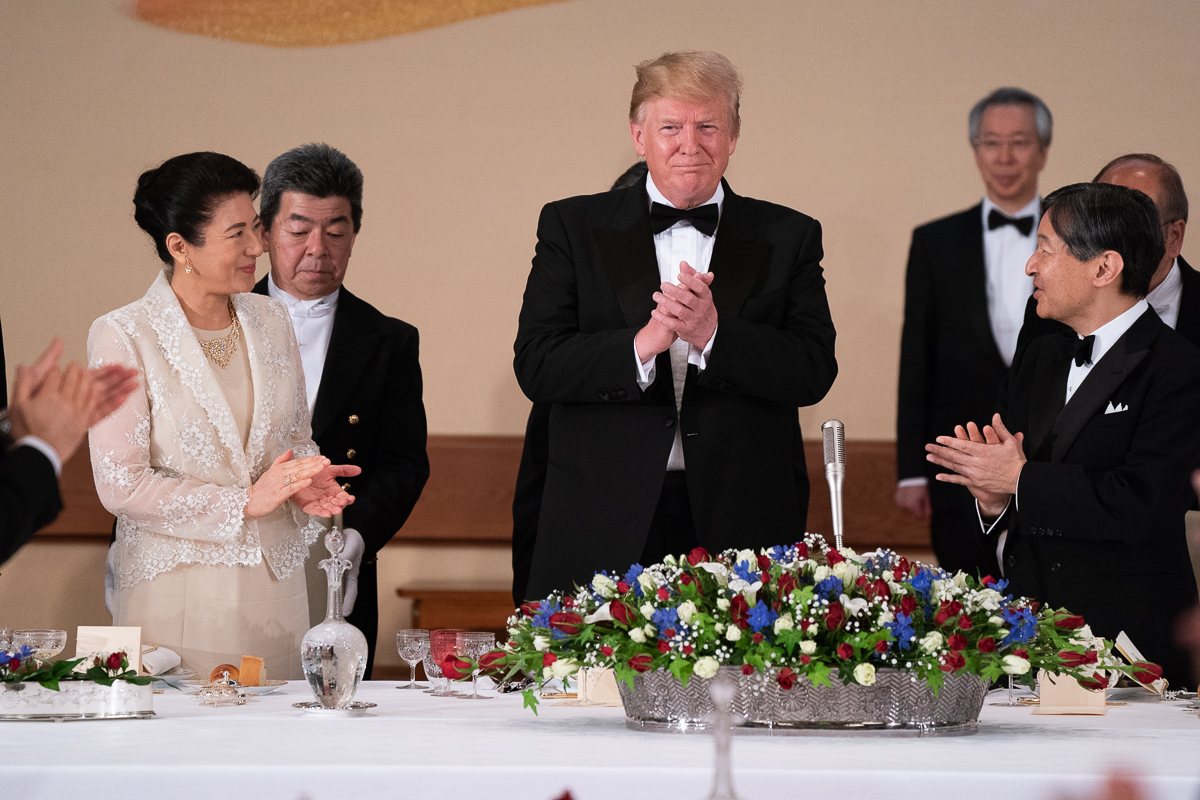
2019年5月27日に皇居で開かれた宮中晩餐会の様子。天皇(右)及びアメリカ大統領ドナルド・トランプ(中央)はブラックタイを着用している。

公式行事、披露宴、各種パーティ、音楽会、観劇の初日公演などに加え、広く夕食会において着用される。

ドスキン、バラシャ、カシミアなどで仕立てられた、黒またはミッドナイトブルーの短い上衣を用いるが、熱帯諸国や夏季、避暑地などでは、白の上衣を着用する場合がある。どの場合も、襟はショールカラー（ヘチマ襟）または剣襟で、拝絹を付ける。上衣の合わせはシングルブレストでもダブルブレストでもよいが、シングルの場合は上衣と共布または拝絹地の黒チョッキか、黒絹のカマーバンドを着用する。ズボンは上衣と共布の黒またはミッドナイトブルーを用いる。ただし、上衣が白の場合は黒を用いる。脇に拝絹の側章（テープ）を1本縫い付ける。裾は折り返さず、ベルトは不可で、ズボン吊りを使用する。黒の蝶ネクタイを付ける。カマーバンドをする場合は、通常蝶ネクタイとカマーバンドは共布とする。黒の靴下に黒総エナメルの短靴かパンプスが正式だが、ドレッシーなデザインのキッドやカーフの黒短靴を履く場合も多い。ポケットチーフは白絹または白麻とするが、上衣が白の場合は黒絹を用いることもある。カフリンクスは、黒オニキス、黒蝶貝が一般的で、台は銀や金などだが、シャツにスタッドボタンを使う場合はそれと合わせる。手袋や帽子はほとんど使用されない。

### ドレス・コードの歴史

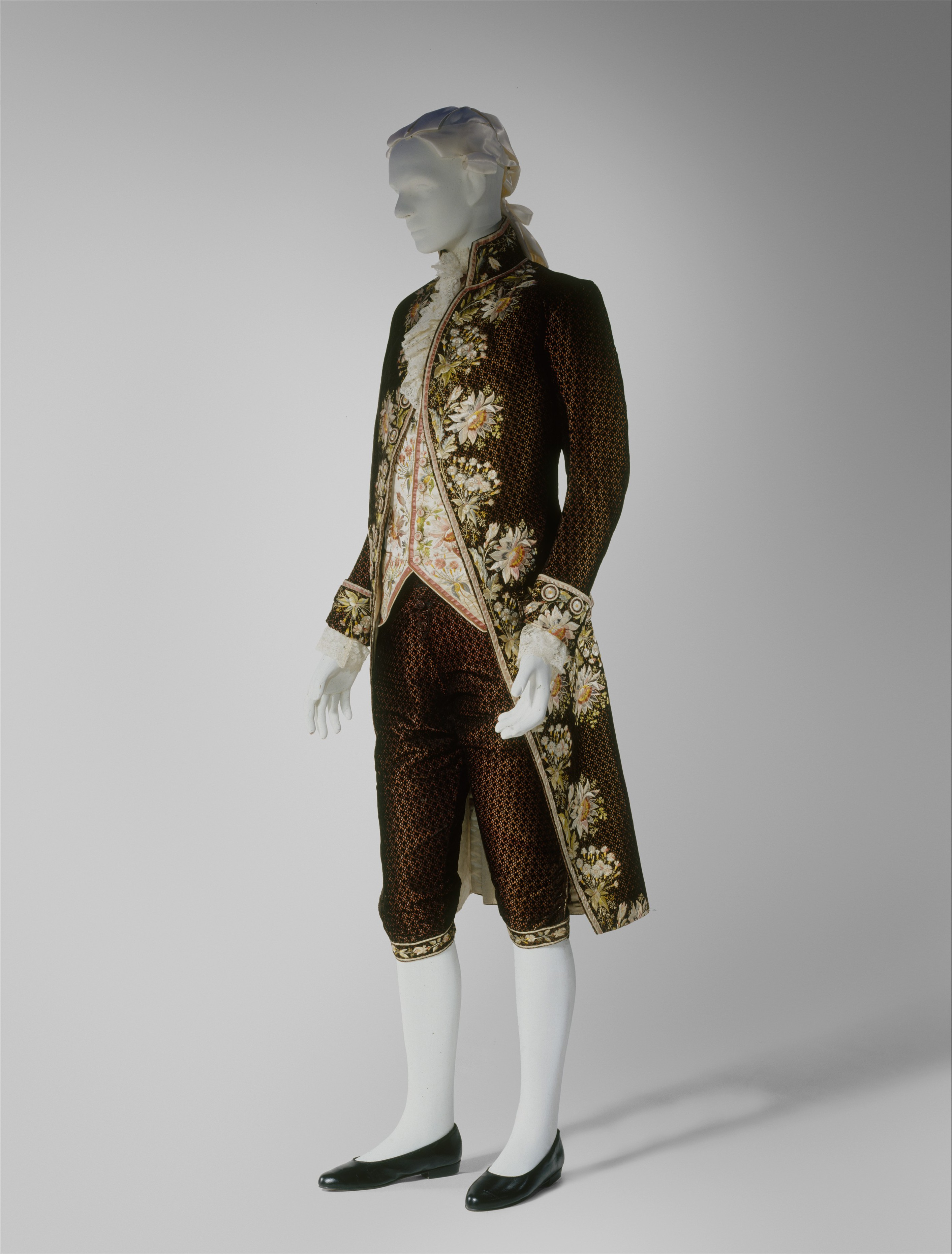
フランスの宮廷服（1774年〜1793年、メトロポリタン美術館蔵）

このようなドレス・コードの基礎は、17世紀のフランスにおいて発生したと考えられている。絶対王政時代のフランスでは、国の秩序を守るため、貴族は爵位の別によって明確に服装が区別され、また上流階級の流行が下層階級に及ぼす影響も大きかった。この時代のドレス・コードは、「宮中服」（ローブ・デコルテ、ローブ・モンタント）と「略服」（ネグリージェ）に大別され、「略服」は、宮中以外で着る衣服全般を指す。ウェストコートやクラバァット（ネクタイの祖）が一般化したのも17世紀末のフランスである。

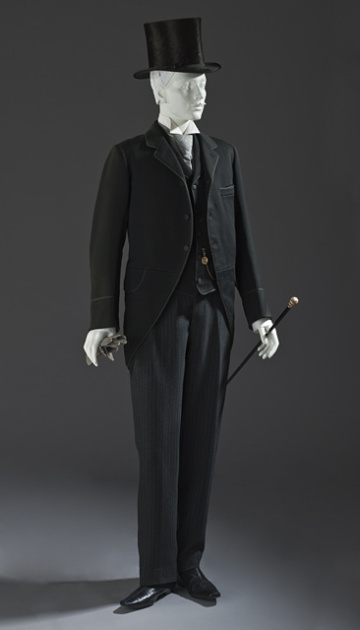
モーニング・コート（1880年頃、ロサンゼルス・カウンティ美術館蔵）

T.P.O.によって衣服が明確に区別されるようになったのは、19世紀に入った1815年頃からである。18世紀末から19世紀初めにかけて、イギリスの社交界におけるボー・ブランメルの活躍により、黒色の男性服が徐々に一般化し、1818年にはこの傾向が確立した。当時の男性服の流行の中心はイギリスであり、このような服装がイギリスからフランス、そしてヨーロッパ中に広がっていった。この頃の女性の衣服には、「イブニング」「ディナー」「アフタヌーン」「ガウン」「スーツ」という5種類の基本形があり、これを時間に応じて着分けることが19世紀末には一般に普及した。20世紀初頭の男性服の基本形は、「燕尾服」「スモーキング」「フロックコート」「ガウン」「スーツ」の5種類であり、これらを訪問、ディナー、夜会、朝食、紳士集会、舞踏会、大宴会、結婚式、葬式、教会、観劇、コンサートなど、25種類以上の機会別に着分けなければならなかった。

1870年以降、ドレス・コードの決まりはイギリス紳士によってイギリスの植民地や外交訪問先に移入され、世界各地に波及していった。その後、各国の諸条件に合わせて変化しつつ受容されている。

## 礼服とされる衣服
宮廷服（コート・ドレス）・大礼服
ヨーロッパの宮廷で重要な儀式の際に着用される最高の礼装。日本では明治時代に「大礼服」と呼ばれる礼服が定められたが、第二次世界大戦後の1954年(昭和29年)に廃止されている。
マント・ド・クール
女性の宮廷服の最上級正装。威厳をそえるために用いた豪華な装飾用の表着、通常長いトレーンがあり、身分の高いほど長いトレーンを用いた。戦前の日本では女子大礼服とされ、フランス語より「マント・ド・クール」と呼ばれた。
ローブ・デコルテ
18世紀のフランスが発祥とされ、女性の正装・礼服として用いられることが多い。上半身は袖の無いノースリーブのドレスであり、胸や肩を大きく露出させることで着装者の肉体的な美しさを誇示する役目を果たす。オペラグローブと呼ばれる肘上まである長い手袋を併せて着用することが正式なスタイルとされている。日本では、1886年（明治19年）に女性の中礼服として採用され、以後社交界などで着用されるようになった。第二次世界大戦後に、本来の女性用大礼服であったマント・ド・クールが用いられなくなると、ローブ・デコルテが大礼服に替わる公式な場における女性用の正装・礼服として用いられるようになった。宮中行事では朝見の儀など昼間でも着用される。皇室の晩餐会や儀式などの特別に改まった場面においてローブ・デコルテと併せてオペラグローブを着用し、ティアラ(小さな王冠)を付けることを基本としており、宮中ではこれを女性の最上級礼装としている。
フロックコート
19世紀中頃から礼服とされるようになり、第二次世界大戦頃まで用いられた昼間用礼服。現在ではモーニングコートが主になっている。
アカデミックドレス
大学の卒業式などで、学生や教授が着用する礼服。
制服
制服を着用する官吏(警察官・消防官・軍人など)・制服の定められている学校に所属する学生・生徒の制服も正装とみなされる。また日本国の警察官・消防官・自衛官の場合、通常着用する制服とは別に、式典参加時など特別な場合に着用する制服が別途定められている（ショルダーループに肩章を付け、飾緒を右肩に嵌める、など）。

### 軍服における礼装

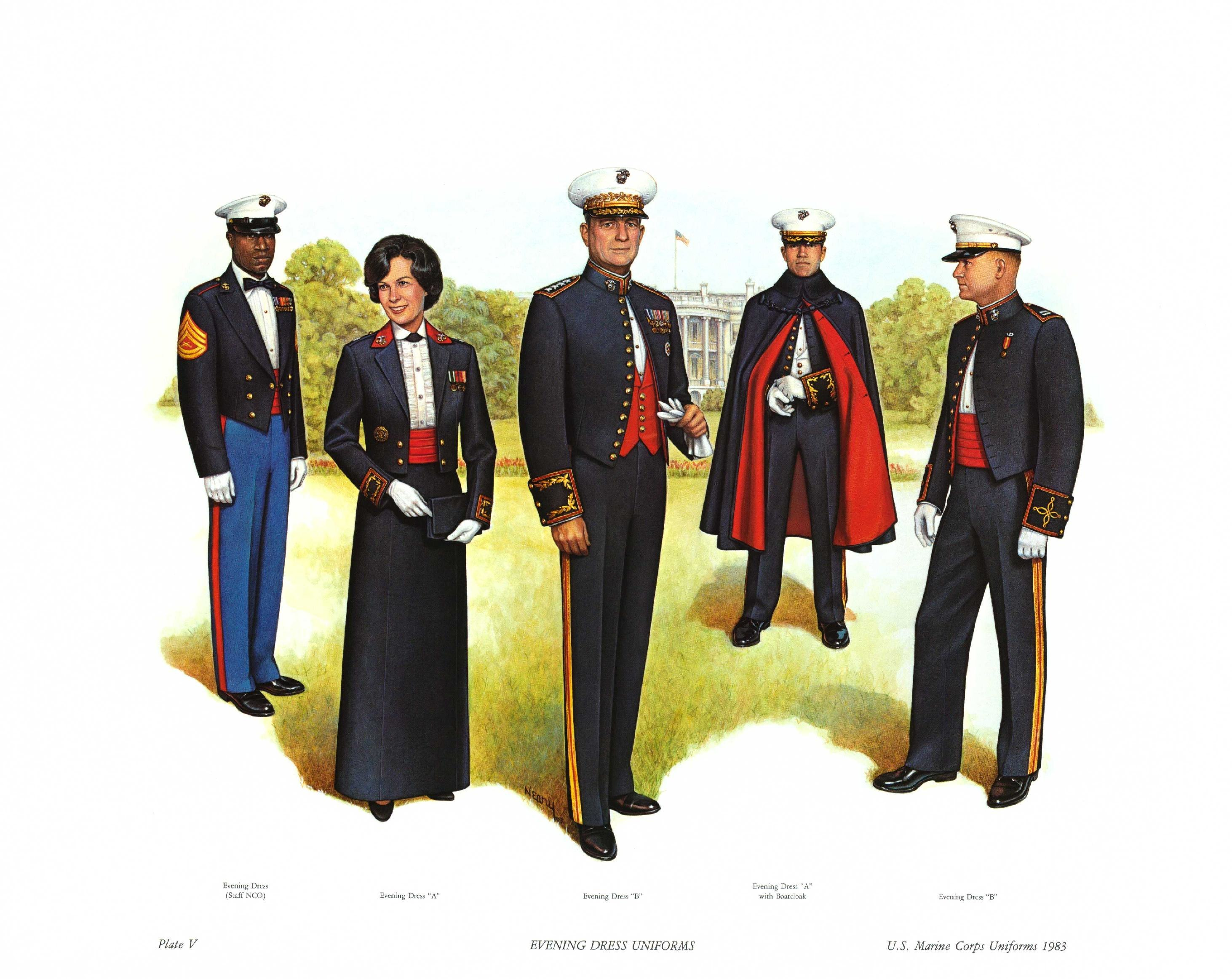
アメリカ海兵隊の夜会服装。左から下士官と女性のメスドレス（ブラックタイ相当）。中央が士官のイブニングメスドレス（ホワイトタイ相当）。右2点が士官のメスドレス。同じ服にイブニングメスドレスでは赤いウェストコート、メスドレスでは赤いカマーバンドを着用。

メスドレス
燕尾服の後裾を切断したような丈の短いメスジャケットをメインに構成された、主に軍人が着用する夜会服。通常はブラックタイ相当の服装であり、黒のネクタイとカマーバンドを着用する。自衛隊では第2種礼装として制定されている。軍によってはネクタイを白に代えたり（例：アメリカ陸・海・空軍及びイギリス海軍）、カマーバンドをウェストコートに代えて（例：前述の軍に加えてアメリカ海兵隊）、「ホワイトタイに相当する制服」とする場合もある。
女性の場合は、シャツやネクタイのデザインが男性用と異なり、ボトムスは一般的にスカートを着用する（アメリカ軍の場合、海軍には礼装用スラックスがあるが、陸・空軍にはない）。また、イブニングドレス相当の服装が規定されている場合でもウェストコートや白いネクタイを使用することはなく（アメリカ空軍の場合ネクタイは銀色に代える）、変わらないこともある（例：アメリカ陸・海軍）。スカートは殆どが踝丈であるが、イブニングドレス用は踝丈でディナードレス用は膝丈としている場合もある（例：アメリカ陸軍）。自衛隊でも第2種礼装として制定されている。
フルドレス
一般の正装も意味するが、軍人の場合、重要な式典等へ参加する際に着用する制服を意味する。礼服ではなく、軍衣に正装用の飾緒や肩章、サッシュを着けるのが基本である。立襟が主流であった19世紀の軍衣を正装用として残している軍隊もあるが、現在では開襟背広型の常裝用制服に儀礼用のアイテムを着けて済ませることも多い。今日では常用・戦闘用の軍装に着用されることがなくなった勲章の正章や儀礼刀などが、前記の飾緒等に加えて礼装でのアクセサリーとなっている。

### 勲章の着用
勲章等を受章している者は、正礼装の際にそれを着用することを許され、場合によっては義務付けられる。軍隊では、アメリカ海軍や日本陸軍のように、制服に着用する勲章の種類によってドレスコードが区別される場合もある。
現在の日本では、総理府告示：勲章等着用規定において、勲章は「燕尾服若しくはローブデコルテ若しくはローブモンタント又はこれらに相当する制服に着用するものとする」と規定され、大綬章の副章と重光章以下の勲章及び文化勲章、褒章、記章は男子の紋付羽織袴、フロックコート、モーニングコート並びに女子の白襟紋付及びそれらに相当する制服でも着用することが出来るとされている。また、小綬章以下の勲章及び褒章、記章は平服でも着用することが出来るとされている。

### 和服における礼装
下記は、木村孝 (2010, pp. 60–67)に拠る。
|                        | 男性                           | 既婚女性                                                                             | 未婚女性                                                                             |
| ---------------------- | ------------------------------ | ------------------------------------------------------------------------------------ | ------------------------------------------------------------------------------------ |
| 第一礼装               | 紋付羽織袴（五つ紋）           | 黒留袖・色留袖 （五つ紋）                                                            | 振袖・色留袖（五つ紋）                                                               |
| 凖礼装（略礼装）・盛装 | 紋付き羽織袴（三つ紋・一つ紋） | 色留袖（三つ紋）・訪問着（一つ紋・紋なし）・付下げ・色無地・江戸小紋・御召（一つ紋） | 色留袖（三つ紋）・訪問着（一つ紋・紋なし）・付下げ・色無地・江戸小紋・御召（一つ紋） |
| 略装                   | 紬などの着物・羽織袴           | 訪問着・付下げ・色無地・江戸小紋・御召・紬（一つ紋・紋なし）                         | 訪問着・付下げ・色無地・江戸小紋・御召・紬（一つ紋・紋なし）                         |

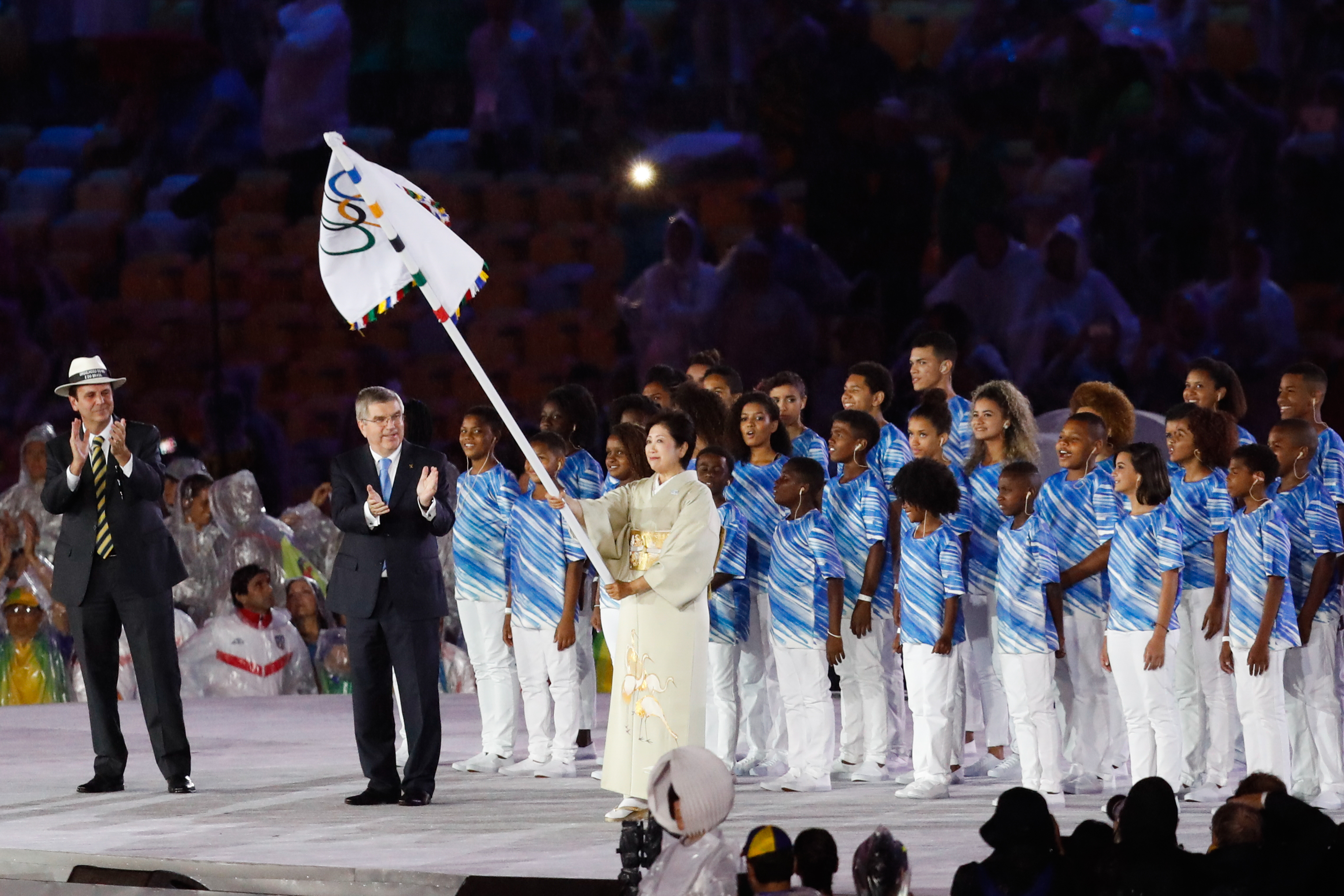
2016年8月21日、2016年リオデジャネイロオリンピックの閉会式で、鶴の模様の色留袖を着る小池百合子東京都知事。

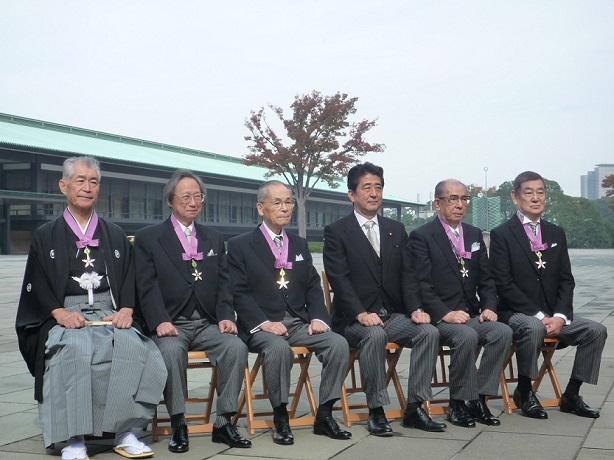
文化勲章親授式に紋付羽織袴で出席した本庶佑

既婚女性の第一礼装は、黒留袖と色留袖で、結婚式に列席する両家の母親、親族、仲人夫人は黒留袖を着用する。黒留袖の生地には主に一越縮緬が用いられ、染抜き日向紋（表紋）の五つ紋付きとなる。帯は袋帯で金銀糸を織り込んだ吉祥文様のものを用い、長襦袢を白、半襟は白塩瀬羽二重、帯揚げと帯締めは礼装用の白を用い、祝儀用の黒塗骨で金銀張りの扇子を帯に挟む。色留袖は五つ紋付き、二枚重ねにみえる比翼仕立てが正式である。
黒留袖は座ると黒一色になるため、社交の席では華やかな色留袖が望ましく、色無地、付下げ、訪問着、色留袖の中から適切なものを選べば良いが、平服でも紬や御召はふさわしくないとする考え方もある。紋について、かしこまった席でも一つ紋で十分であるとの意見もある。
男性の場合は、紋付きの一揃いを、昼夜問わず、全ての冠婚葬祭に用いることができる。男物の礼装は、黒羽二重の染抜き五つ紋のきものに袴、角帯である。第一礼装とする場合は、これに黒羽二重の羽織を着る。袷仕立てとし、薄い色の無地や凝った羽裏（裏地）を付ける。きものの下着は鼠色や白茶、紺などの色羽二重を用い、共色の裾廻しに白絹の胴裏とする。袴は正式には仙台平という縞の平織を用い、通常は襠付きとする。角帯には、西陣織、米沢織、博多織などの正絹物を選ぶ。襦袢の半襟は白、次いで鼠色、紺などの色物がある。足袋は白で、草履は畳表を用いる。夏は絽の黒五つ紋付きに絽の夏袴、半襟は絽地の白となる。袴を付けないきもの姿を着流しというが、略装でも改まった場合は袴をつける。茶席ではきものに袴を着用し、羽織は用いない。十徳と呼ばれる特別な衣服を着用する場合もある。
和服の第一礼装は旧二等以下の勲章もしくは文化勲章、褒章又は記章の授与を受ける際、勲章等着用規程によりモーニングコートと同等に定められ、出席者の意思で選択できる。海外の式典でもナショナルドレス（民族衣装）の礼装として出席できるため、川端康成や本庶佑はノーベル賞の授賞式に紋付羽織袴で出席した。
- 五つ紋（いつつもん） - 羽織または着物の背筋の上に1つ、左・右の袖の裏にそれぞれ1つ、胸の左・右にそれぞれ1つ、あわせて5つ、家紋を表す。正装。
- 三つ紋（みつもん） - 羽織または着物の背筋の上に1つ、左・右の袖の裏にそれぞれ1つ、あわせて3つ、家紋を表す。略装。
- 一つ紋（ひとつもん） - 羽織または着物の背筋の上に1つ、家紋を表す。略装。

### 民族衣装

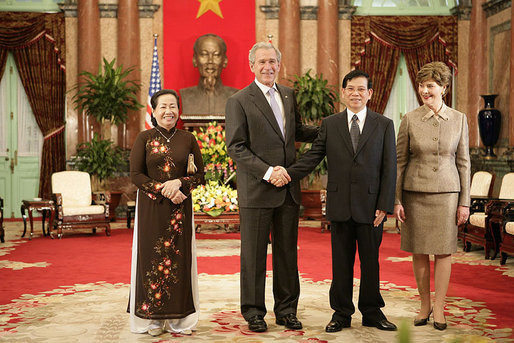
2006年11月17日、APEC首脳会議のためにベトナムのハノイを訪れたジョージ・W・ブッシュ大統領夫妻を迎えるグエン・ミン・チェット国家主席夫妻。

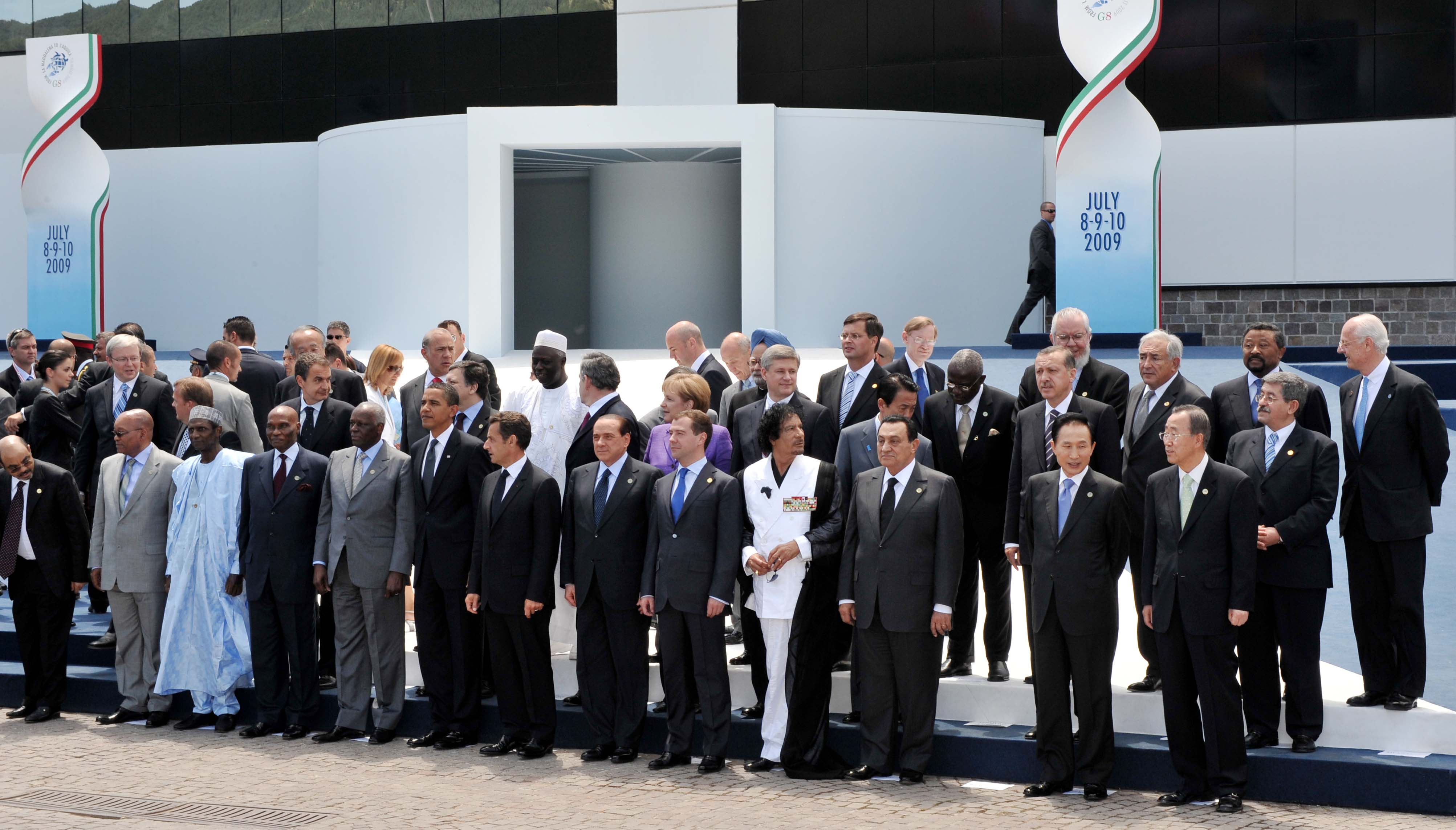
2009年7月11日、イタリア・ラクイラでのG8サミット。

ドレス・コードが燕尾服の場合、通常「ナショナル・ドレス」（民族衣装）が併記される。
アオザイ
ベトナムの民族衣装。男女共に用いられる。
アロハシャツ・ムームー
ハワイの民族衣装。アロハシャツは男性の衣服で、オフィスやレストランなどだけでなく、式典や冠婚葬祭でも着用が許される。ムームーは女性の衣服。
開襟シャツ
2015年4月8日にパラオで開かれた晩餐会の出席者は、現地の服装に合わせ、開襟シャツを着ている。
かりゆしウェア
沖縄県で生産され、沖縄らしいデザインを持ったシャツ。1970年に「おきなわシャツ」として発売されたのに始まり、2000年に「かりゆしウェア」の名称に統一された。沖縄県内では、祝宴用や喪服用のかりゆしウェアを冠婚葬祭時に着用するケースも増加し、夏の正装として定着している。
キルト
スコットランドの男性の民族衣装。礼装のボトムスとしても用いられる。
国民服
太平洋戦争中の日本で用いられていた標準服である国民服は、国民服儀礼章を併せて用いることで、礼服として使うことができた。
人民服
中華人民共和国やベトナム、朝鮮民主主義人民共和国で、民族衣装による礼服として扱われることがある。
バミューダショーツ
イギリス領バミューダ諸島における礼服。仕事やパーティなどの公式の場においても着用が許される。ただし、礼服として着用する場合は、脛が隠れるように膝下までの長いバミューダホーズと呼ばれる靴下と組み合わせるのが必須とされている。
バロン・タガログ
フィリピンの男性の民族衣装。バナナの葉やパイナップルの葉の繊維でできた絽のような薄手織物製で、胸の部分を中心に刺繍が施されたプルオーバー型長袖シャツ。ズボンからシャツの裾を出して着る。